# Уласово-Русановка
Уласово-Русановка (укр. Уласово-Русанівка) — село в Хмельницком районе Хмельницкой области Украины.
Население по переписи 2001 года составляло 370 человек. Почтовый индекс — 31409. Телефонный код — 3850. Занимает площадь 1,204 км². Код КОАТУУ — 6824455104.

## Местная власть
31400, Хмельницкая обл., Хмельницкий р-н, пгт Старая Синява, ул. И. Франка, 8